# Neštin
Neštin ist ein Dorf mit etwa 800 Einwohnern in der Opština Bačka Palanka, Serbien. Es liegt an der Grenze zu Kroatien und ist eine Quasi-Exklave. Im Westen grenzt das Dorf ans kroatische Ilok an; an der Grenze beginnt die Magistrale 119 die nach Sremska Kamenica führt.
| Volkszählung | 1948 | 1953 | 1961 | 1971 | 1981 | 1991 | 2002 | 2011 |
| ------------ | ---- | ---- | ---- | ---- | ---- | ---- | ---- | ---- |
| Einwohner    | 1120 | 1163 | 1217 | 1088 | 1043 | 1002 | 900  | 794  |